# Independența, Galați
Independența este o comună în județul Galați, Moldova, România, formată numai din satul de reședință cu același nume. Se află în Câmpia Covurlui; lângă Suhurlui și Siret; și la o altitudine de 14 m deasupra nivelului mării. Are o suprafață de 59,31 km². Populația este de 4.371 locuitori, determinată în 1 decembrie 2021, prin recensământ, chestionar.

## Așezare
Comuna se află în marginea sudică a județului, la limita cu județul Brăila, în Câmpia Covurlui, pe malul stâng al Siretului, acolo unde acesta primește apele afluentului Suhurlui. Este străbătută de șoseaua națională DN25, care leagă Galațiul de Tecuci. Lânga Independența, din acest drum se ramifică șoseaua județeană DJ255, care duce spre nord la Slobozia Conachi, Cuza Vodă, Pechea, Suhurlui, Rediu și Cuca (unde se termină în DN24D). Prin comună trece și calea ferată Galați–Tecuci, pe care este deservită de stația Independența.
Precipitațiile lunare, pe anotimpuri și anuale înregistrează fluctuații uneori impresionante constituind, și acestea, dovezi ale climei continentale. Cantitatea maximă căzută în 24 de ore a fost de 122,0 mm la Independenta, în 26 iunie 1935.
Zona aferentă comunei Independența aparține în totalitate bazinului hidrografic al râului Siret, care primește afluenți pe partea stângă pâraiele ce se dezvoltă pe văile de eroziune orietate nord – sud, dintre care cele mai importante: văile Cainei și Lozovei, preluate de pârâul Bârlădel, al cărui curs este paralel cu Siretul.

## Istorie
Satul Independența s-a format în anul 1879, prin improprietărirea din 1879 a 261 de „însurăței” din județul Covurlui pe moșia satului Măxineni, împreună cu 135 de foști clăcași din satele Măxineni și Peneu. Inundații pustiitoare și destul de dese au determinat pe locuitorii lor să părăsească imediata vecinătate a Siretului. La sfârșitul secolului al XIX-lea, comuna făcea parte din plasa Siretului a județului Covurlui și era formată din satele Independența, Vasile Alecsandri și Braina, având în total 2124 de locuitori. Funcționau în comună o moară cu aburi, trei biserici și două școli: una de băieți cu 66 de elevi, și una de fete cu 27 de eleve. Anuarul Socec din 1925 o consemnează în plasa Pechea a aceluiași județ, având în componență doar satul de reședință, cu 3370 de locuitori.
În 1950, comuna a fost transferată raionului Galați din regiunea Galați. În 1968 a trecut la județul Galați.

## Monumente istorice
Un singur obiectiv din comuna Independența este inclus în lista monumentelor istorice din județul Galați ca monument de interes local: școala tip „Spiru Haret”, datând din 1908-1910, aflată lângă primărie și clasificată ca monument de arhitectură.

## Economie
Activitățile economice preponderent întâlnite sunt:
Agricultura: Cultura grâului, a secarei, orzului, ovăzului, porumbului, sfeclei de zahăr, lucernei și a viței de vie 9, creștere animalelor (porcine, păsări), apicultură
Industrie extractivă: Tițeiul exploatat în zonele Schela – Independența – Slobozia Conachi constituie principala resursă minerală din teritoriu.
Pe raza comunei există două fabrici (productie de napolitane si ulei alimentar) cu un nivel mediu de producție. Tot aici își desfășoară activitatea un număr de aproximatix 30 de agenți economici (comerț cu amănuntul al produselor alimentare și nealimentare, servicii, etc.).

## Demografie
Componența etnică a comunei Independența
     Români (89,64%)
     Romi (4,32%)
     Alte etnii (0,07%)
     Necunoscută (5,97%)
Componența confesională a comunei Independența
     Ortodocși (92,88%)
     Alte religii (0,78%)
     Necunoscută (6,34%)
Conform recensământului efectuat în 2021, populația comunei Independența se ridică la 4.371 de locuitori, în scădere față de recensământul anterior din 2011, când fuseseră înregistrați 4.375 de locuitori. Majoritatea locuitorilor sunt români (89,64%), cu o minoritate de romi (4,32%), iar pentru 5,97% nu se cunoaște apartenența etnică. Din punct de vedere confesional, majoritatea locuitorilor sunt ortodocși (92,88%), iar pentru 6,34% nu se cunoaște apartenența confesională.

## Politică și administrație
Comuna Independența este administrată de un primar și un consiliu local compus din 13 consilieri. Primarul, Viorel Tărbuc[*], de la Partidul Social Democrat, este în funcție din 2008. Începând cu alegerile locale din 2024, consiliul local are următoarea componență pe partide politice:
|  | Partid                          | Consilieri | Componența Consiliului | Componența Consiliului | Componența Consiliului | Componența Consiliului | Componența Consiliului | Componența Consiliului | Componența Consiliului |
|  | ------------------------------- | ---------- | ---------------------- | ---------------------- | ---------------------- | ---------------------- | ---------------------- | ---------------------- | ---------------------- |
|  | Partidul Social Democrat        | 7          |                        |                        |                        |                        |                        |                        |                        |
|  | Uniunea Salvați România         | 3          |                        |                        |                        |                        |                        |                        |                        |
|  | Partidul Național Liberal       | 2          |                        |                        |                        |                        |                        |                        |                        |
|  | Alianța pentru Unirea Românilor | 1          |                        |                        |                        |                        |                        |                        |                        |

### Foști primari
După anul 1990, în urma alegerilor libere, înregistrăm la conducerea Primăriei Independența pe Șorcaru C-tin (pâna în 1992), Costin Duca – (1992-1996), Ene Costică (1996 – 2008)și Viorel Tărbuc (2008 - până în prezent).

## Personalități născute aici
- Marcel Pavel (n. 1959), cântăreț de muzică ușoară.